# 科梅爾科查山
13°49′6″S 71°7′31″W / 13.81833°S 71.12528°W
科梅爾科查山（Comercocha），是秘魯的山峰，位於該國南部庫斯科大區的坎奇斯省，屬於安第斯山脈中韋爾卡努塔山脈的一部分，處於西維納科查湖以西、東北面是瓦伊魯魯蓬庫山、南面是孔多爾圖科山，海拔高度約5,400米。